# Agua (álbum de Vanesa Martín)
Agua es el primer disco de estudio de la cantante malagueña Vanesa Martín y el único producido por la discográfica EMI. Su lanzamiento se llevó a cabo en 2006. El álbum cuenta con la producción de Carlos Jean y con la dirección de Raúl Quílez. Fue grabado en los estudios Jean Roche, Jean Madrid y RedLed S.A. La letra y música de todas las canciones está compuesta por Vanesa Martín. 
En 2007 el disco se reeditó con una portada diferente, incluyendo una nueva versión del tema Durmiendo sola, esta vez a dúo con el cantante y compositor David DeMaría y un tema inédito "Lluvia".
Con este álbum, Vanesa Martín entró al panorama musical español, que a pesar de no cosechar el éxito de sus siguientes discos, consiguió hacerle un hueco en la industria de la música.

## Sencillos
El primer sencillo El tren de la cordura fue publicado en 2006.
El segundo sencillo Aún no te has ido fue publicado en 2007. El tema se convirtió en uno de los éxitos de la malagueña que a día de hoy recuerda durante sus conciertos. El videoclip mostraba a Vanesa cantando desde un balcón mientras una pareja discutía en la calle. Todo el video es rodado en una sala.

## Listado de canciones
| N.º | Título                                                            | Duración |  |
| 1.  | «Rienda suelta»                                                   |          |  |
| 2.  | «Hoy camino»                                                      |          |  |
| 3.  | «Durmiendo sola» (con David DeMaría. Tema extra de la reedición.) |          |  |
| 4.  | «Nadie más que tú»                                                |          |  |
| 5.  | «Atracción oculta»                                                |          |  |
| 6.  | «No me quieras»                                                   |          |  |
| 7.  | «El tren de la cordura»                                           |          |  |
| 8.  | «Hay un ventanal»                                                 |          |  |
| 9.  | «Aún no te has ido»                                               |          |  |
| 10. | «Maldita casa»                                                    |          |  |
| 11. | «Aquí y ahora»                                                    |          |  |
| 12. | «Tentación»                                                       |          |  |
| 13. | «Durmiendo sola»                                                  |          |  |
| 14. | «Lluvia» (Tema extra de la reedición.)                            |          |  |